# Русский хребет
Ру́сский хребе́т — горный хребет в Китае. Относится к горной системе Куньлунь на севере Тибетского нагорья. Простирается от долины реки Керия до долины реки Карамуран, состоит из 3—6 параллельных хребтов. Длина хребта — около 400 км. Наивысшая точка — 6705 м (гора Актаг). Сложен главным образом гранитами, гнейсами и кристаллическими сланцами. Склоны хребта почти лишены растительности. Северный склон граничит с Таримской впадиной, вдоль его подножья расположена полоса оазисов.
Русский хребет был открыт и впервые изучен Н. М. Пржевальским в ходе 2-й Тибетской экспедиции в 1885 году. Пржевальский назвал этот хребет Русским в память о вкладе русских людей в изучение географии Центральной Азии.